# OTO Melara Palmaria (artillería)
El Palmaria 155 mm es un obús  autopropulsado italiano fabricado por OTO Melara.

## Historia
Desarrollado por Oto Melara especialmente para la exportación, el desarrollo del obús autopropulsado Palmaria se inició en 1977 y el primer prototipo fue construido en 1981. Es una derivación del proyecto internacional SP70, posteriormente cancelado. La producción comenzó en 1982 y cesó a principios de 1990.
El primer país en ordenar el Palmaria fue Libia, con una orden de 210 unidades en 1982. Su poder artillero en 2004 incluía 160 Palmaria. Varios fueron destruidos durante la Rebelión de Libia de 2011 tras la intervención militar extranjera.

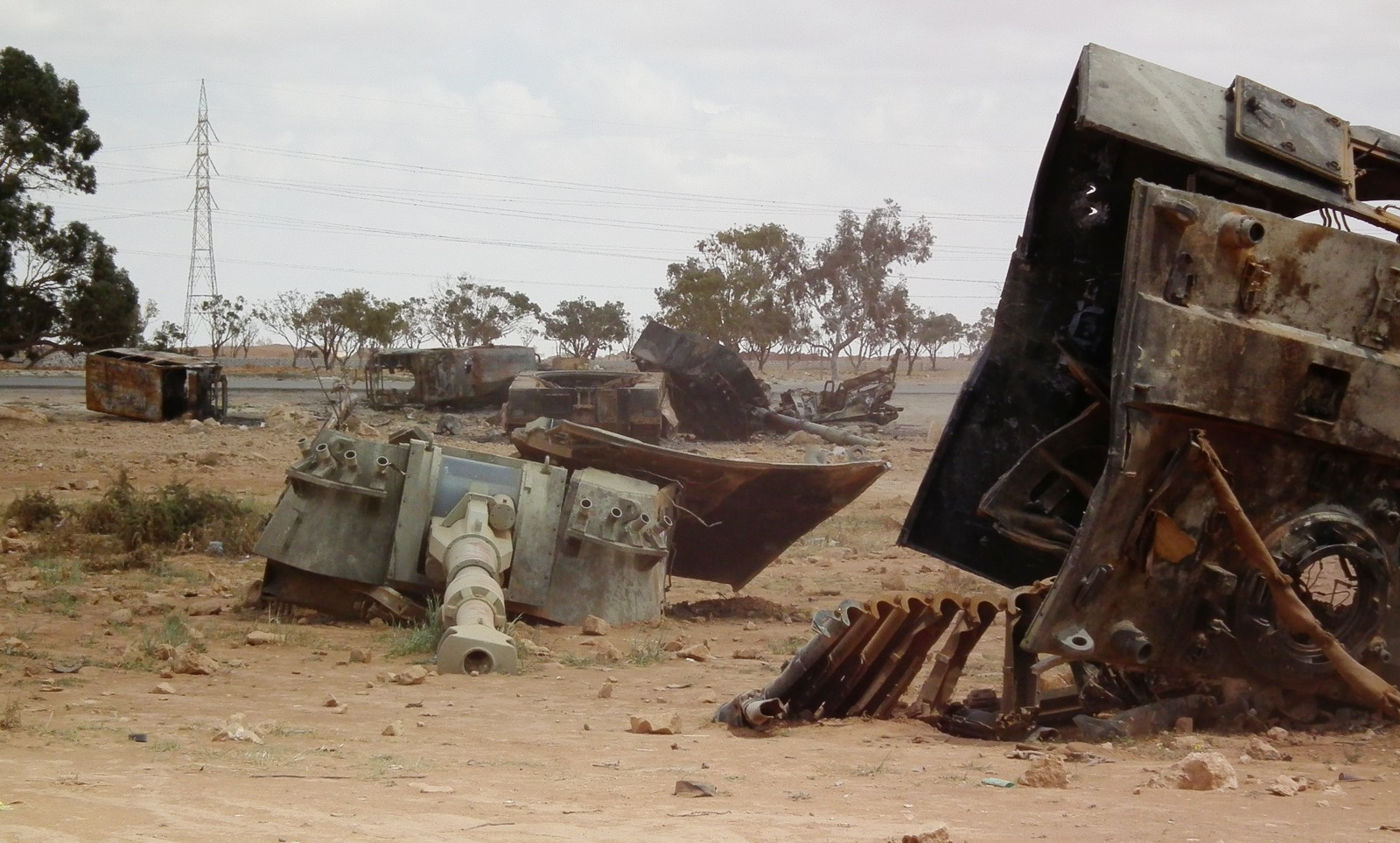
Varios Palmaria destruidos por la Aviación aliada en Bengasi.

Luego Nigeria ordenaría 25 unidades entre 1982 y 1984, luego hizo otro pedido adicional por otras unidades. Argentina compró las últimas 25 unidades en 1986. Sus torretas fueron montadas en unos cascos altamente modificados del TAP (Tanque Argentino Pesado), un proyecto abandonado en favor del TAM, como posibles reemplazos para sus obuses autopropulsados AMX MK F3. El vehículo resultante fue el TAM VCA. Estos fueron completados a finales del año 1986, al mismo tiempo que las últimas entregas se hacían a Libia y Nigeria.
En 1990, Oto Melara fabricó un lote adicional de 25 obuses autopropulsados Palmaria para un cliente desconocido. Algunas fuentes indican que se trataba de un pedido adicional de Nigeria.
Actualmente el Palmaria ha sido adaptado en Sudáfrica, y algunas de sus partes sirvieron de base para el G6 Rhino.

## Características
El chasis básico es del OF-40, la versión italiana del Leopard 1, que le permite transportar al menos 45 proyectíles para el obús especialmente adaptado para alojarse en dicha torreta. 
El armamento principal es un obús de 155 mm con una ametralladora Rheinmetall MG3 de 7,62 mm. Una variante reemplaza la ametralladora con dos cañones automáticos de 25 mm para defensa antiaérea. El obús tiene un autocargador, que le pertime una cadencia de un proyectil cada 15 segundos o una ráfaga corta de 3 proyectiles cada 25 segundos. El cargador tiene 23 proyectiles preparados, con 7 almacenados en el chasis. Incluso con recarga manual, la cadencia de disparo promedio normalmente es de un proyectil por minuto en una hora. El fuego intenso es de cuatro proyectiles por minuto. El fuego sostenido es de un proyectil cada tres minutos por un periodo indeterminado. Emplea una amplia variedad de proyectiles, incluso proyectiles especiales Simmel con un alcance de 24,7 km y proyectiles asistidos por cohete con un alcance de 30 km.
La torreta es hidráulica, con mecanismo manual de reserva y gira 360 grados, con una elevación de +70 y -4 grados. Tiene su propia fuente de energía auxiliar, ahorrando combustible para el motor principal.
En Argentina se utilizó un chasis completamente diferente, que reducía su capacidad de almacenamiento de munición. Era el de un Tanque Argentino Pesado (un proyecto abandonado en favor del TAM), que le redujo la capacidad de proyectiles de 45 a 39, aparte de que el armamento secundario se reemplazó por una ametralladora pesada Browning M2, en vez de la Rheinmetall MG3, siendo copiados incluso los lanzagranadas originales para el tanque argentino en cuestión.

## Variantes
- Palmaria SPAAG (con Sistema Antiaéreo)

Oto Melara ha propuesto que el chasis de serie del Palmaria se use en otro tipo de aplicaciones, como por ejemplo de equiparlo con una torreta similar a la Torreta OTOMATIC 76 mm y emplazarla como un sistema de artillería antiaérea. El desarrollo del sistema OTOMATIC SPAAG se encuentra completo pero hasta el año 2008 no se habían puesto órdenes de producción para dicho sistema.
- VCA Palmaria

Argentina ha construido un obús autopropulsado basado en el casco de un TAP (Tanque Argentino Pesado), que monta en su torreta el cañón y otros sistemas del Palmaria. El vehículo argentino es denominado VCA Palmaria. Este ha sido producido en pequeñas cantidades y se encuentra operativo en Argentina, pero está próximo a un proceso de actualización de su motor.

## Estatus
La producción del obús autopropulsado Palmaria se cree está completada. Oto Melara está ahora encargado de la construcción del obús autopropulsado alemán PzH 2000 de la firma Krauss-Maffei Wegman. Este vehículo se produce bajo licencia para el ejército italiano.

## Usuarios
- Argentina

24 unidades. Emsambladas en el VCA Palmaria.
- Nigeria

45 unidades. El primer pedido fue de 20 unidades, luego ampliado por otras 25 adicionales que están en modernización.
- Libia

210 unidades. Algunas fueron capturadas por los rebeldes del Consejo Nacional de Transición y otras destruidas por la aviación aliada.

### Desarrollos relacionados
- OF-40
- Tanque Argentino Mediano

### Vehículos similares
- PZH-2000
- TAM VCA
- Obús autopropulsado M108
 Obús autopropulsado M109
 Obús autopropulsado M110
  Obús autopropulsado NLOS
- AMX MK F3
- AS-90 Braveheart
- Sholef.
- K-9 Thunder
- Tipo 75
  Tipo 99
- AHS Krab
- 2S19 Msta
- T-155 Fırtına
- SSPH Primus
- G6 Rhino